# Miek en Roel
Miek en Roel is een Vlaams zangduo bestaande uit Monique Holvoet (Gent, 12 februari 1944) en Roel Van Bambost (Gent, 4 december 1942). Ze werden bekend in het kleinkunstgenre met hun sociaal geëngageerde teksten en zongen klassiekers als: Bert en Bertje, Jij en Ik, Wie wil horen, Het Verdronken Land van Saeftinge, Koop een Geweer, De Grote Revolutie en Jan met de Pet.

## Geschiedenis

### Vroege carrière
Het duo debuteerde in 1965 als folkzangers. Van Bambost speelde in een skiffle- en rock-'n-rollgroepje genaamd The Ropes toen hij Holvoet leerde kennen die toen lichamelijke opvoeding studeerde. Monique Holvoet kortte haar naam in tot Miek en Raoul van Bambost tot Roel en zo begonnen ze als zangduo een aantal talentenjachten af te lopen. 
Hun muziek bestond toen net als die van hun grote voorbeelden Bob Dylan, Tom Paxton en Boudewijn de Groot vooral uit protestliederen. Eerst zongen ze in het Engels covers zoals Dylans Blowin' in the Wind (waarmee ze derde werden in "Ontdek de Ster"), maar later schakelden ze over op het Nederlands met Zwartbergblues, een protestlied dat herinnering bracht aan de dood van twee mijnwerkers in 1966 tijdens een protestbetoging in Zwartberg. Deze werden toen door de politie doodgeschoten.

### Doorbraak
In 1967 namen Miek en Roel samen met Roland de plaat, "Je Kan Nooit Weten" op. De single "Wie wil horen" betekende meteen hun doorbraak. Miek en Roel schreven hun eigen teksten, maar kregen ook hulp van de medewerkers aan het kleinkunstblad Het Gentse Tliedboek: Miel Appelmans, Miel Swillens en Niki Bovendaerde. Op deze eerste lp waren naast Miek, Roel en Roland Van Campenhout op Bass Paul Dubois. Op het nummer "Niet slecht bedoeld" speelde Philippe de Chaffoy viool, ook een vertaling van een Tom Paxton nummer.
Roland besloot zich hierna verder op zijn eigen carrière te richten en startte zijn eerste "Roland's Blues Workshop" en dus kwam Miek en Roels tweede album "Mijn jeugd rijdt op jacht" zonder hem tot stand. Het lied "Dus Naar Amerika" (opgenomen in 1980 op de lp "In 't Nieuw) over mensen die naar de VS verhuisden in de hoop dat het daar beter leven was werd daarom onterecht als een steek naar Roland gelezen.
Miek en Roels succes was inmiddels zo groot geworden dat veel van hun inmiddels tot klassiekers uitgegroeide nummers bekende meezingers werden: "Jan met de Pet", "Het Verdronken Land Van Saeftinge" en "Jij en Ik".

### Jaren 70 en daarna
De jaren 70 brachten onder meer een ganse elpee met naar het Nederlands vertaalde nummers van Tom Paxton. "Ik geef je de morgen" en "Zij is ver van hier" werden hieruit bekende nummers. Tijdens datzelfde decennium verloren protestliederen en kleinkunst aan populariteit. Roel Van Bambost werkte al sedert 1966 als realisator van het filmprogramma "Première" van de BRT. Hij volgde er in 1990 Jo Röpcke op als presentator van het programma, en Miek was lerares Lichamelijke opvoeding. In 1992 verscheen hun elfde album, "Cafard" en in 2007 namen ze een nieuwe cd op, "De Titanic Achterna".

## Albums
- "Je kan nooit weten" (lp, Vogue, 1967)
- "Mijn jeugd rijdt op jacht" (lp, Vogue, 1968)
- "Miek en Roel" (lp, Vogue, 1970)
- "Miek en Roel zingen Tom Paxton" (lp, Vogue, 1972)
- In de Tijd van (lp, Vogue, 1976)
- In 't Nieuw (lp, Vogue, 1980)
- "Cafard" (cd, 1992)
- "De Titanic Achterna" (cd, 2007)

Compilaties :
- Miek en Roel (lp, 1979)
- Jij en Ik (2lp, CNR, 1987)
- Verzameld één (cd, Ariola Express, 1992)
- Verzameld twee (cd, Ariola Express, 1992)
- Het Beste van Miek en Roel (cd BMG, 1995)
- 40 Jaar Miek & Roel (3 cd, Plansjee Records 2005)
- Miek & Roel 50 (Plansjee Records 2017)